# Eine Weihnachtsgeschichte nach Charles Dickens – Musical
Eine Weihnachtsgeschichte nach Charles Dickens – Musical (Originaltitel: A Christmas Carol) ist eine Musical-Verfilmung des Musicals A Christmas Carol, welches nach dem gleichnamigen Buch A Christmas Carol von Charles Dickens entstand.

## Handlung
Der reiche und geizige Unternehmer Ebenezer Scrooge ist ein wenig umgänglicher Mensch, unter dem seine Mitmenschen leiden müssen. Um ihn wieder auf den richtigen Weg zu führen, erscheinen ihm zu Weihnachten drei Geister. Der erste Geist zeigt ihm, welche Fehler er in der Vergangenheit gemacht hat, der zweite zeigt ihm, welche Fehler er in der Gegenwart macht, und der dritte zeigt ihm, welche Fehler er in der Zukunft machen wird, wenn er sein Verhalten nicht ändert. Ebenezer Scrooge begreift, nach diesen Besuchen, dass er sein Leben ändern muss und setzt es sogleich in die Tat um.

## Hintergrund
Das zugrundeliegende Musical von Alan Menken (Musik) und Lynn Ahrens (Text) wurde einmal jährlich im Dezember, von 1994 bis 2003, als Theaterstück im Madison Square Garden gezeigt.
Die Verfilmung des Musicals wurde von Hallmark Entertainment für die NBC produziert. Es wurde in Budapest aufgezeichnet.